# アヴィロン・バイヨネ
アヴィロン・バイヨネ・ラグビー・プロ（仏: Aviron Bayonnais Rugby Pro）は、フランスのヌーヴェル＝アキテーヌ地域圏バイヨンヌを本拠地とするラグビーユニオンクラブである。フランス1部トップ14所属。通称はバイヨンヌ（Bayonne）。日本語ではアヴィロン・バイヨンヌと表記されることもある。

## 概要
1904年創設。1913年、1934年、1943年にはフランス王者となった古豪。
チームマスコットはバスク地方産のポニーであるポトックの「ポトッカ」。
日本では、ジャン＝ピエール・エリサルド元日本代表ヘッドコーチや村田亙が所属したチームとして知られる。

## タイトル

### 国内タイトル
- フランス選手権（現・トップ14）
  - 優勝 3回（1913, 1934, 1943）
  - 準優勝 4回（1922, 1923, 1944, 1982）

- フランス選手権プロD2（2部）
  - 優勝 2回（2019, 2022）

- シャランジュ・イヴ・デュ・マノワール（Challenge Yves du Manoir）
  - 優勝 2回（1936, 1980）

## スコッド
2024-25シーズンのスコッド（2024年9月現在）
| フッカー - ファクンド・ボッシュ - ヴィンセント・ギウディチェリ(Vincent Giudicelli) - ルーカス・マーティン(Lucas Martin) プロップ - クインティン・べチューン(Quentin Béthune) - アンディ・ボルデライ(Andy Bordelai) - スワン・コルメニアー(Swan Cormenier) - パスカル・コテット(Pascal Cotet) - ピーター・シュルツ (ラグビー選手) - ルケ・タンギ - テヴィタ・タタフ(Tevita Tatafu) ロック - デニス・マルチョイス(Denis Marchois) - アレクサンダー・ムーン - ルーカス・パウロス - ヴェイコソ・ポロニアティ | フランカー/No.8 - レミー・ブルドー(Remy Bourdeau) - ロドリゴ・ブルーニ - ウザイア・カセム - バティスタ・チョウゼノー - ロビン・ディオネ(Robin Dione) - ジョヴァンニ・ハベル＝キュフナー(Giovanni Habel-Kueffner) - バティスタ・ヘグイ - アイトル・ホールキャデ(Aitor Hourcade) - アルトゥール・イトゥリア スクラムハーフ - バティスタ・ジャーマイン(Baptiste Germain) - マクシム・マシュノー - ギヨーム・ルエ フライハーフ - カミーユ・ロペス - ジョリス・セカンズ(Joris Segonds) | センター - リース・ホッジ - シレリ・マンガラ - ギヨーム・マルトック(Guillaume Martocq) - フェデリコ・モリ - マヌ・トゥイランギ ウイング - オレリアン・カランドレット(Aurélien Callandret) - マテオ・カレラス - アルナウド・エルビナ－テガライ(Arnaud Erbinartegaray) - ナディル・メグドウド(Nadir Megdoud) フルバック - ガエタン・ジャーメイン - トム・スプリング(Tom Spring) - シェイフ・ティベルギアン |
| | | |
| | | |

## 歴代所属選手
- マイク・フィリップス(ウェールズ代表)
- シャルル・オリヴォン(フランス代表)
- ヨアン・ユジェ(フランス代表)
- イザイア・ペレス(オーストラリア代表)
- ララカイ・フォケティ(オーストラリア代表)
- ガビリエル・ロヴォンバラヴ(フィジー代表)
- スコット・スペディング(フランス代表)
- ファン・パブロ・オルランディ(アルゼンチン代表)
- メトゥイセラ・タレンブラ(フィジー代表)
- オペティ・フォヌア(トンガ代表)
- ジョン・サバラ(スペイン代表)
- PJ・ヴァンリー(ナミビア代表)
- マリエトア・ヒンガノ(トンガ代表)
- ジョン・サバラ(スペイン代表)
- アントン・ペイクリシヴィリ(ジョージア代表)
- マートゥリマヌ・レイアタウア(サモア代表)
- ジャン＝バティスト・ディクラリス(ベルギー代表)
- マリアノ・ガラルサ(アルゼンチン代表)
- ヴィリアム・アファティア(サモア代表)
- センスス・ジョンストン(サモア代表)
- ジョー・ラヴォウヴォウ(7人制ニュージーランド代表)
- トルステン・ファンヤースフェルト(ナミビア代表)
- ミヘイル・ナリアシヴィリ(ジョージア代表)
- マヌエル・レインデカル(ウルグアイ代表)
- コンスタンティネ・ミカウタゼ(ジョージア代表)
- アファ・アモサ(サモア代表)
- アンドレ・ゴリン(ルーマニア代表)
- パブロ・ホイテ(チリ代表)
- マテアキ・カファトル(トンガ代表)
- イサイア・トエアヴァ(ニュージーランド代表)
- カミニエリ・ラサク(フィジー代表)